# Ironman Japon
L'Ironman Japon est une compétition de triathlon longue distance créée en 1985 et qui se tient annuellement au Japon. Organisé par la Hawai Triathlon Corporation jusqu'en 1990, puis par la World Triathlon Corporation, elle une des plus anciennes compétitions Ironman qualificatives pour le championnat du monde d'Ironman à Kona (Hawaï). L'organisation connait plusieurs périodes d'interruption et l'épreuve différents sites d'organisation. Il se déroule entre 1985 et 2009, à onze reprises à Hikone sur le lac Biwa puis neuf fois à Gotō sur l’île de Fukue-jima (福江島) et entre 2013 et 2015 à Toyako sur l'île Hokkaido avant de connaitre une nouvelle interruption en 2016.

## Histoire
L'épreuve inaugurale du « Yanmar Ironman Japan » est lors de sa création en juin 1985, la seconde compétition internationale organisée par la Hawaï Triathlon Corporation sur la distance, comme épreuve qualificative à l'Ironman d'Hawaï. Elle suit de peu le « Double Brown Ironman » à Auckland en Nouvelle-Zélande organisé en mars de la même année.

### 1985-1997: au Lac Biwa
| \| · Gotō · 2001-2009 · Lac Biwa · 1985-1997 · Tōyako · 2013-2015 \| Localisation des épreuves entre 1985 et 2015 |
| · Gotō · 2001-2009 · Lac Biwa · 1985-1997 · Tōyako · 2013-2015                                                    |

1985, voit 424 participants prendre le départ de cette première édition qui se déroule à Hikone sur le lac Biwa. Dave Scott et Julie Moss sont les premiers vainqueurs de l'épreuve internationale naissante. La seconde édition en 1986, voit son parcours légèrement réduit et ramener à 3,6 km de natation, 155 km de vélo et 30 km de course à pied. Cette seconde édition est remportée par Mark Allen et Julie Moss de nouveau pour les femmes. L'édition 1987, n'est pas organisée, en 1988 la troisième édition retrouve la distance Ironman, La Zimbabwéenne Paula Newby-Fraser future « reine de Kona », remporte cette édition. 1989 marque l'année d'un premier record, Dave Scott en remportant pour la seconde fois l'épreuve en 8 h 1 min 32 s, établit également le premier record de vitesse sur compétition Ironman. Julie Moss remporte également cette édition pour la troisième fois. En 1990 Paula Newby-Fraser ajoute un nouveau titre à son palmarès pour la seconde de ses quatre victoires sur l’épreuve japonaise. 1991 et 1992 sont remportés par l’Australien Greg Welch, en 1993 de nouveau, la course n'est pas organisée. Elle fait son retour au calendrier en 1995 pour voir une seconde victoire de Mark Allen, puis le Hongrois Péter Kropkó remporte les deux dernières éditions dans la région du lac Biwa en 1996 et 1997.
Au cours de la compétition de 1997, un typhon fait rage dans la région, la natation dans le lac Biwa est neutralisée. Les participants démarrent directement par la partie cyclisme, par un départ en contre-la-montre avec cinq secondes d'intervalle par compétiteur. En raison des dommages de la tempête, le gouvernement de l’état ne peut réparer l’ensemble des dégâts occasionnés et n'offre pas le soutien logistique nécessaire à la mise en œuvre de l'événement pour 1998. En conséquence, l'édition 1998 n'a pas lieu et l'organisation est interrompu pendant trois années.
L’épreuve durant ces onze années de présence dans cette région du Japon, a vu l’affrontement des « quatre grands » (« Big Four ») Mark Allen, Dave Scott, Scott Molina et Scott Tinley pour les hommes, mais également de Julie Moss, Paula Newby-Fraser et Heather Fuhr pour les femmes.

### 2001-2009: à Gotō
En 2001, une autre licence est conclu entre la World Triathlon Corporation (WTC) et une nouvelle organisation, Universal Sport Marketing. Celle-ci permet la reprise d'une organisation dans le pays sous le nom d'« Ironman Japon ». Le site choisi se situe à quelque 950 kilomètres du Lac Biwa, à Gotō sur l'ile de Fukue-Jima dans la préfecture de Nagasaki. La natation se déroule de nouveau dans l’océan Pacifique dans la baie de Tomie, un parcours vélo vallonnée sur plusieurs boucles ainsi qu'un marathon en deux boucles autour du mont Omnidake est proposé aux triathlètes.
En 2003, l'administration locale par craint du diffusion épidémique du SRAS par des athlètes étranger, prend la décision d'interdire leur participation à l’édition et limite celle-ci au seul triathlète résidant au Japon avant le début de l'épidémie. Dans un premier temps, 48 triathlètes venant de 12 pays différents sont affectés par la décision et ne peuvent prendre part à la compétition. Dans une seconde démarche les autorités locales laisseront entrer sur leur territoire les compétiteurs venant de pays ou le syndrome respiratoire n'est pas décelé, permettant à certain compétiteurs comme les Allemands Lothar et Nicole Leder de participer à l'épreuve.
2008 voit le record féminin de l'épreuve établie par le Japonaise Naomi Imaizumi en 9 h 33 min 59 s et 2009 celui masculin établit pas Luke McKenzie en 8 h 28 min 31 s. En 2010 deux semaines avant la course et pour son dixième anniversaire sur le site de Gotō, la compétition est annulée par les autorités pour des raisons médicales. En cause, la propagation du épidémie aiguë de fièvre aphteuse. Les places qualificatives pour le championnats du monde à Hawaï sont redistribuées sur l'Ironman Corée au seul triathlètes japonais y prenant part. Cette annulation marque la fin de la collaboration avec la WTC, qui retire sa licence à l'organisation et marque une deuxième période d'interruption de l'organisation de l'Ironman Japon. En 2011, l’événement sportif est maintenu par l'organisateur local, sans le label Ironman et ne fait plus partie du circuit qualificatif de la WTC, sous le nom de Gotō Nagasko Triathlon International.

### 2013-2015: à Tōyako
En 2013, l'Ironman Japon est de nouveau au calendrier du circuit qualificatif du championnat du monde. L'organisation est directement prise en charge par la WTC. Le site de la course se situe à près de 2 300 km au nord-est de Gotō, à Tōyako au lac Tōya sur l'île d'Hokkaido.

### 2016: troisième interruption
En 2015 l’effondrement d'un pont sur le circuit vélo oblige l'organisation à la création d'un circuit de remplacement qui n'est pas maintenu pour l'année 2016. Les travaux de réparation du pont n'ayant pas de date fixée, l'organisation annonce l'annulation officielle de la compétition pour 2016, estimant ne pouvant répondre aux impératifs de qualités et de sécurité qu'elle à l'habitude d'offrir sur cette épreuve. Les trente slots qualificatifs sont reportés sur une autre course du circuit Asie-pacifique pour permettre aux compétiteurs japonais en particulier de prendre part malgré tout, au championnat du monde à Hawaï. Les organisateurs espèrent trouver dans l’avenir des possibilités convenables pour l'organisation de la compétition.

## Palmarès

### Tōyako
| Année | Médaille d'or   | Temps           | Médaille d'argent | Temps           | Médaille de bronze | Temps           |
| ----- | --------------- | --------------- | ----------------- | --------------- | ------------------ | --------------- |
| 2015  | Swen Sundberg   | 9 h 22 min 56 s | Patrick Evoe      | 9 h 28 min 13 s | Simon Cochrane     | 9 h 31 min 55 s |
| 2014  | Takaoka Akihiro | 8 h 38 min 4 s  | Michael Ruenz     | 8 h 53 min 40 s | Harry Wiltshire    | 9 h 6 min 34 s  |
| 2013  | Martin Jensen   | 8 h 47 min 53 s | Petr Vabroušek    | 9 h 19 min 52 s | Kaito Tohara       | 9 h 27 min 30 s |

| Année | Médaille d'or | Temps            | Médaille d'argent | Temps            | Médaille de bronze | Temps            |
| ----- | ------------- | ---------------- | ----------------- | ---------------- | ------------------ | ---------------- |
| 2015  | Shiao-Yu Li   | 10 h 22 min 59 s | Bree Wee          | 10 h 33 min 59 s | Emi Sakai          | 10 h 45 min 6 s  |
| 2014  | Shiao-Yu Li   | 9 h 58 min 30 s  | Jessica Fleming   | 10 h 6 min 49 s  | Tanaka Keiko       | 10 h 9 min 24 s  |
| 2013  | Shiao-Yu Li   | 10 h 12 min 42 s | Michelle Wu       | 10 h 19 min 24 s | Emi Sakai          | 10 h 24 min 19 s |

### Gotō
| Année | Médaille d'or    | Temps | Médaille d'argent | Temps | Médaille de bronze | Temps |
| ----- | ---------------- | ----- | ----------------- | ----- | ------------------ | ----- |
| 2009  | Luke McKenzie    |       | Courtney Ogden    |       | Petr Vabroušek     |       |
| 2008  | Luke McKenzie    |       | Mitchell Anderson |       | Hans Mühlbauer     |       |
| 2007  | Park Byung-hoon  |       | Hayato Kawahara   |       | Hiroyuki Nishiuchi |       |
| 2008  | Chris Lieto      |       | Petr Vabroušek    |       | Park Byung-hoon    |       |
| 2005  | Jason Shortis    |       | Péter Kropkó      |       | Hayato Kawahara    |       |
| 2004  | Péter Kropkó     |       | Courtney Ogden    |       | Bryan Rhodes       |       |
| 2003  | Lothar Leder     |       | Yoshinori Tamura  |       | Hayato Kawahara    |       |
| 2002  | Yoshinori Tamura |       | Courtney Ogden    |       | Grant Webster      |       |
| 2001  | Yoshinori Tamura |       | Jason Shortis     |       | Takumi Obara       |       |

| Année | Médaille d'or      | Temps | Médaille d'argent | Temps | Médaille de bronze | Temps |
| ----- | ------------------ | ----- | ----------------- | ----- | ------------------ | ----- |
| 2009  | Nicole Klingler    |       | Nicole Ward       |       | Megumi Shigaki     |       |
| 2008  | Naomi Imaizumi     |       | Bree Wee          |       | Sarah Pollett      |       |
| 2007  | Naomi Imaizumi     |       | Kate Major        |       | Emi Shiono         |       |
| 2006  | Heather Fuhr       |       | Sarah Fien        |       | Angela Milne       |       |
| 2005  | Sarah Fien         |       | Naomi Imaizumi    |       | Yoko Hori          |       |
| 2004  | Yoko Hori          |       | Marissa Robbins   |       | Susan Peter        |       |
| 2003  | Deirdre Tennant    |       | Nicole Leder      |       | Belinda Halloran   |       |
| 2002  | Paula Newby-Fraser |       | Wendy Ingraham    |       | Martina Lang       |       |
| 2001  | Yoko Okuda         |       | Noriko Yamakura   |       | Sachi Kojima       |       |

### Lac Biwa
| Année | Médaille d'or | Temps | Médaille d'argent | Temps | Médaille de bronze | Temps |
| ----- | ------------- | ----- | ----------------- | ----- | ------------------ | ----- |
| 1997  | Péter Kropkó  |       | Michael McCormack |       | Yoshinori Tamura   |       |
| 1996  | Péter Kropkó  |       | Ken Glah          |       | Steffen Hartig     |       |
| 1995  | Mark Allen    |       | Tani Shingo       |       |                    |       |
| 1994  | Greg Welch    |       | Pauli Kiuru       |       | Tani Shingo        |       |
| 1992  | Greg Welch    |       | Scott Tinley      |       | Hideya Miyazuka    |       |
| 1991  |               |       |                   |       |                    |       |
| 1990  | Ray Browning  |       | Paul Huddle       |       | Kevin Moats        |       |
| 1989  | Dave Scott    |       | Scott Molina      |       |                    |       |
| 1988  |               |       |                   |       |                    |       |
| 1986  | Mark Allen    |       | Scott Tinley      |       |                    |       |
| 1985  | Dave Scott    |       | Scott Molina      |       |                    |       |

| Année | Médaille d'or      | Temps | Médaille d'argent  | Temps | Médaille de bronze | Temps |
| ----- | ------------------ | ----- | ------------------ | ----- | ------------------ | ----- |
| 1997  | Heather Fuhr       |       | Marci Aitken       |       | Ayako Suzuki       |       |
| 1996  | Heather Fuhr       |       | Alison Coote       |       | Karen Sitko        |       |
| 1995  | Heather Fuhr       |       |                    |       |                    |       |
| 1994  | Sharlene Ryan      |       | Wendy Ingraham     |       | Lynne McAllister   |       |
| 1992  | Paula Newby-Fraser |       |                    |       |                    |       |
| 1991  | Paula Newby-Fraser |       |                    |       |                    |       |
| 1990  | Paula Newby-Fraser |       | Erin Baker         |       | Junko Murakami     |       |
| 1989  | Julie Moss         |       | Paula Newby-Fraser |       |                    |       |
| 1988  | Paula Newby-Fraser |       |                    |       |                    |       |
| 1986  | Julie Moss         |       |                    |       |                    |       |
| 1985  | Julie Moss         |       |                    |       |                    |       |